# Lactarius deterrimus
Lactarius deterrimus là một loài nấm có quan hệ gần gũi với Lactarius deliciosus.

## Phân bố
L. deterrimus được tìm thấy trong các rừng lá kim ở châu Âu. Không giống như loài L. deliciosus nó thích hợp với những nơi ẩm và có thể mục trong các khu rừng ẩm và thậm chí gần các đầm lầy. Cả hai loài này được hái và bán ở vùng Izmir miền tây nam Thổ Nhĩ Kỳ, và vùng Antalya bờ biển phía nam Thổ Nhĩ Kỳ.